# Barkul
Barkul és un llac del nord-est de Xinjiang, a la República Popular de la Xina, proper a la frontera amb Mongòlia, centre d'una gran regió natural que rep també el nom de Barkul.